# Acrachne
Acrachne là một chi thực vật có hoa trong họ Hòa thảo (Poaceae).

## Loài
Chi Acrachne gồm các loài: